# Jakab Cseszneky
Baron Jakab Cseszneky de Csesznek et Visk var en ungarsk aristokrat i det 13. århundrede.
Han var søn af Mihály, et medlem af klanen Bána og staldmester for Andreas 2. af Ungarn.
Han blev sværdbærer for kong Béla 4. af Ungarn og blev også greve af Trencsén. Omkring 1263 sørgede han for konstruktionen af det berømte gotiske slot Csesznek i Bakonybjergene, og han og hans efterkommere er blevet navngivet efter slottet.
Hans kone var datter af Márk Trencséni, medlem af klanen Csák. Hans sønner, Miklós, Lőrinc, Szomor og Mihály var vigtige støtter for kongerne László og Karl 1. og kæmpede mod den magtfulde ungarske lord Máté Csák.